# Сато, Хироко
Хироко Сато (яп. 佐藤 弘子; род. 10 июня 1939) — японская легкоатлетка, специалистка по метанию копья. Выступала за сборную Японии по лёгкой атлетике в 1960-х годах, победительница Азиатских игр, чемпионка страны, участница летних Олимпийских игр в Токио.

## Биография
Хироко Сато родилась 10 июня 1939 года.
Наивысшего успеха в своей спортивной карьере добилась в сезоне 1962 года, когда в первый и единственный раз стала чемпионкой Японии в метании копья, вошла в состав японской национальной сборной и побывала на Азиатских играх в Джакарте — с результатом 48,15 метра превзошла здесь всех соперниц и завоевала золотую медаль.
В 1964 году установила свой личный рекорд в метании копья — 53,78 метра. Благодаря череде удачных выступлений удостоилась права защищать честь страны на домашних летних Олимпийских играх в Токио — в программе метания копья благополучно преодолела предварительный квалификационный этап, затем в финале показала результат 52,48 метра и расположилась в итоговом протоколе соревнований на седьмой строке.
После токийской Олимпиады Сато больше не показывала сколько-нибудь значимых результатов в лёгкой атлетике на международной арене.